# Witalis Jaśkiewicz
Witalis Jaśkiewicz OFMConv. (ur. 25 grudnia 1899 w Lachowiczach, zm. 9 lutego 1986 w Niepokalanowie) – polski franciszkanin konwentualny, prezbiter.

## Życiorys
Wstąpił do zakonu Braci Mniejszych Konwentualnych, w 1925 otrzymał sakrament święceń kapłańskich. Studia odbywał w Rzymie. Od 1926 do 1942 posługiwał we Lwowie. W tym czasie był przełożonym wydawanego we Lwowie oddziału czasopisma „Mały Dziennik” z Niepokalanowie. Pełnił stanowisko gwardiana klasztoru franciszkanów w Niepokalanowie po raz pierwszy do 1947, po raz drugi od 1954. Od 1964 ponownie przebywał w Rzymie, gdzie pełnił funkcję spowiednika w bazylice św. Piotra. Od tego czasu w trakcie trwającego procesu beatyfikacyjnego odbywał podróże po innych krajach, m.in. do Anglii, głosząc dzieło życia późniejszego świętego, o. Maksymiliana Marii Kolbego. W pierwszej połowie lat 70. powrócił do Polski, podejmując pracę w ramach formacji zakonników. W październiku 1979 zamieszkał w Darłówku.

## Twórczość
Jest autorem 2 książek:
- Szafickie dusze – na falach Radia Watykańskiego 1965–1972, 1972, Rzym
- Pięćdziesiąt lat Niepokalanowa 1927–1977 (inny tytuł: Niepokalanów w pięćdziesięcioleciu 1927–1977), 1979, Niepokalanów